# Juri Tatsumi
Juri Tatsumi (Osaka, 5 de setembro de 1979) é uma ex-nadadora sincronizada japonesa, medalhista olímpica.

## Carreira
Juri Tatsumi representou seu país nos Jogos Olímpicos de 2000 e 2004, ganhando a medalha de prata por equipes em Sydney 2000 e Atenas 2004. 